# Waco CG-13
Waco CG-13 byl americký vojenský transportní kluzák vyvinutý v době druhé světové války.

## Vznik a vývoj
United States Army Air Forces si v září 1942 uvědomily potřebu kluzáku většího než typ CG-4A a jejich kluzáková sekce vypsala požadavky na předložení projektů. Několik společností na ně odpovědělo celkem pěti projekty větších kluzáků. Jedním z nich byl XCG-13 firmy Waco Aircraft Company z Troy v Ohiu.
Kontrakt na XCG-13 specifikoval třicetímístný kluzák s maximálním užitečným zatížením až 8 000 liber (3 628 kg), schopný letu rychlostí 174 mph (280 km/h) ve výši 12 000 stop (3 658 m). Letové zkoušky prototypu proběhly na letišti Clinton County Army Air Field a typ byl schválen 10. března 1943. Během testů bylo zjištěno, že vhodnější by bylo použití příďového podvozku a hydraulického systému pro usnadnění odklápění přídě trupu vzhůru. Tyto úpravy byly použity u druhého prototypu.
Výroba předsériových exemplářů YCG-13 byla zadána firmám Ford Motor Company v Kingsfordu, Michigan a Northwestern Aeronautical ze St. Paul v Minnesotě, které také získaly zakázku na sériovou výrobu CG-13A. Společnost Waco sériovou zakázku nezískala. Firma Northwestern Aeronautical vyrobila 49 kusů a Ford 48 v třicetímístném provedení a 37 ve verzi pro přepravu až 42 vojáků, vzniklou přidáním lavice doprostřed nákladového prostoru. Zakázka na dalších celkem 268 kusů byla zrušena v prospěch výroby většího množství CG-4.

## Operační historie
Maximální užitečné zatížení kluzáku CG-13A bylo 10 200 lb (4 600 kg), včetně možnosti transportu 105mm houfnice M2 i s tažným Jeepem a obsluhou, nebo naloženého třínápravového terénního nákladního automobilu kategorie 2½ t. Pádová rychlost 79 mph (127 km/h) byla o 19 mph (30,5 km/h) větší než bylo předpokládáno.
Bojově byl nasazen jeden CG-13A v průběhu výsadku 11. výsadkové divize u Appari během bojů na Filipínách. Na evropském bojišti nebyly CG-13A nasazeny v boji, ale byly používány k přepravě nákladů mezi Anglií a Francií.

## Uživatelé
- Spojené království
  - Royal Air Force

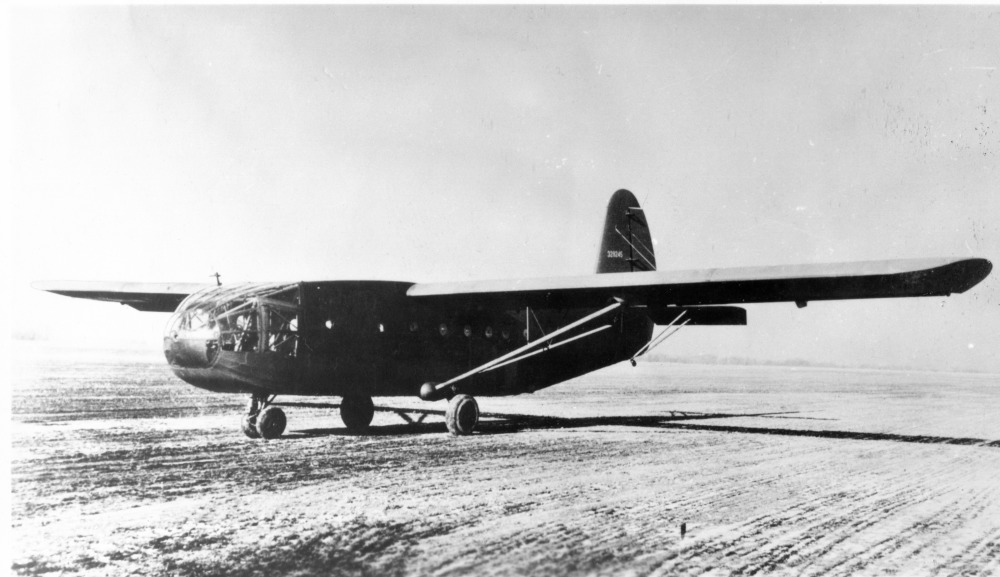
Waco CG-13A

    - Airborne Forces Experimental Establishment (v roce 1945 zkoušky 2 kusů)
- Spojené státy americké
  - United States Army Air Forces
  - United States Air Force (po r. 1947)

## Specifikace (CG-13A)

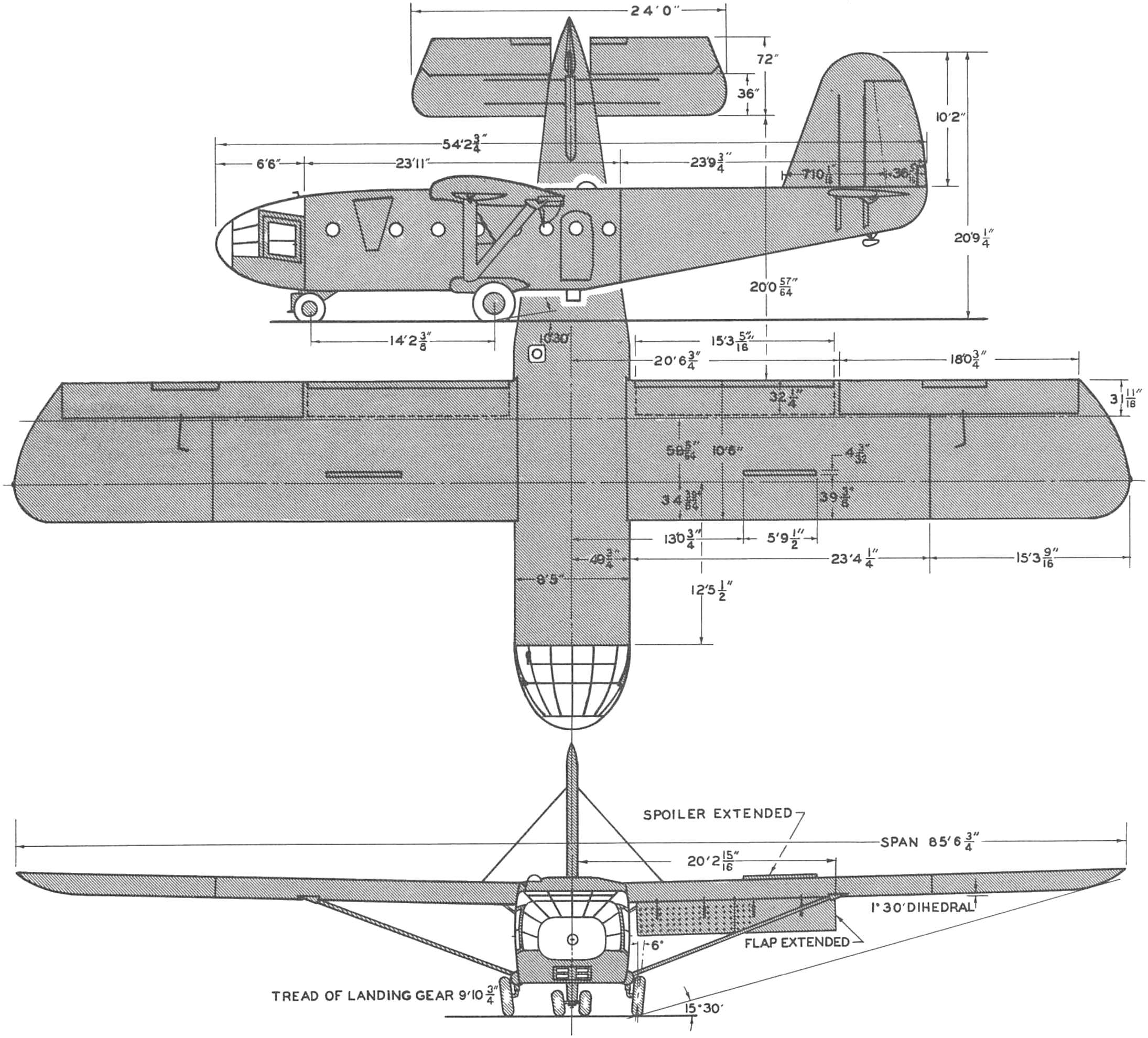
Třípohledový nákres

Údaje dle

### Technické údaje
- Osádka: 2 (pilot a kopilot)[2]
- Kapacita: 30–42 vyzbrojených vojáků nebo 4 600 kg (10 200 lb) nákladu[2]
- Délka: 16,56 m (54 stop a 4 palce)
- Rozpětí: 26,11 m (85 stop a 8 palců)
- Výška: 6,17 m (20 stop a 3 palce)
- Nosná plocha: 81,10 m² (873 čtverečních stop)
- Štíhlost křídla: 8,41[2]
- Prázdná hmotnost: 4 626 kg (8 700 lb)
- Vzletová hmotnost: 8 572 kg (18 900 lb)

### Výkony
- Maximální rychlost: 306 km/h (165 uzlů, 190 mph) v tahu
- Pádová rychlost: 127 km/h (68,6 uzlu, 79 mph)
- Zatížení křídel: 105,7 kg/m² (21,65 lb/ft²)